# Schmerach

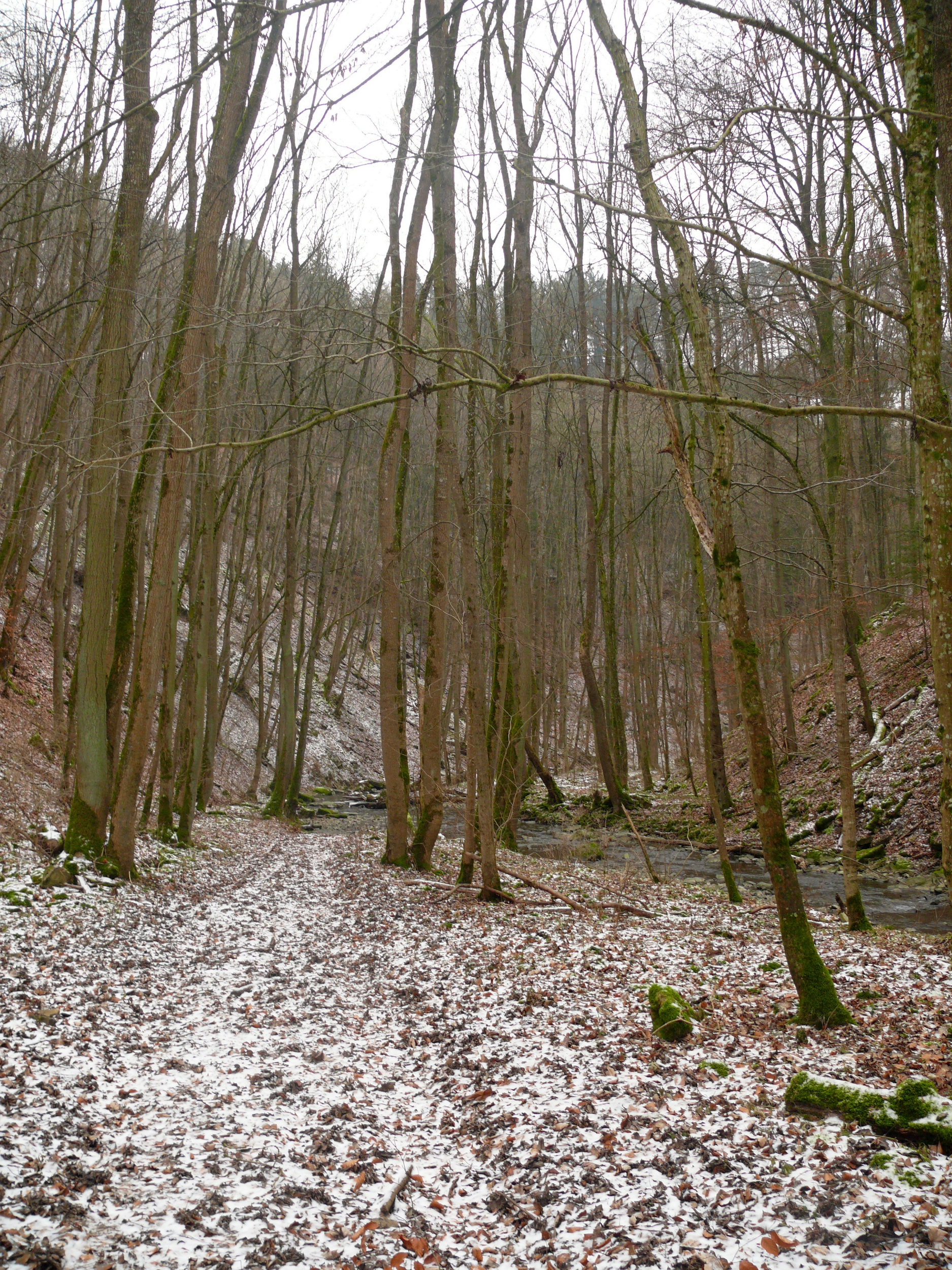
Die Schmerachklinge unterhalb der Burgruine Klingenfels

Die Schmerach ist der mit 14 Kilometern längste und auch mit Abstand einzugsgebietsreichste rechte Zufluss der Bühler im Landkreis Schwäbisch Hall im nordöstlichen Baden-Württemberg. Er mündet am Ende seines nach links gebogenen Laufs in insgesamt etwa südwestlicher Richtung unmittelbar nach dem Weiler Oberscheffach der Kleinstadt Ilshofen aus der Waldschlucht Schmerachklinge seiner zweiten Laufhälfte in den Unterlauf des Flusses.

## Name
Das Gewässer wird zwischen 1554 und 1561 erstmals schriftlich erwähnt. Der Name ist ein Kompositum mit dem Hydronym -aha und mittelhochdeutsch smero „Fett, Schmiere“. Das Bestimmungswort nimmt wahrscheinlich Bezug auf den schmierigen Boden.

## Geographie

### Verlauf
Die Quelle der Schmerach liegt im Keuper, im nordwestlichen Ausläufer des Burgbergwaldes, etwa einen Kilometer südöstlich von Eckartshausen. Anfangs nach Osten fließend, kehrt die Schmerach sich nach und nach in einem Halbkreisbogen nach links. Schon wenige hundert Meter nach ihrem Ursprung verlässt sie den Wald und läuft dann zunächst in einer begradigten Entwässerungsrinne am Rande von Wiesen durch eine breite, feuchte Niederung. Nach der vollendeten Kehre ihrer ersten vier Kilometer behält sie für drei Kilometer ihre nun westliche Richtung bei, passiert dabei im Süden dicht die Kleinstadt Ilshofen und speist dann den etwa 2 ha großen Stausee Lerchensee vor der Lerchenmühle.
Danach ändert sich die Gestalt des Tales. Nachdem sie bisher in breiter Wiesenaue im Gips- oder Lettenkeuper mit gemächlichen 5 ‰ Gefälle dahingezogen ist, schneidet sie sich ab hier bis zur Mündung mit 18 ‰ merklich steiler in den harten Oberen Muschelkalk ein. Ihr Tal, nunmehr eine enge, schlingenreiche Waldschlucht mit steilen Hängen, die Schmerachklinge, erlaubt anfangs neben dem aus großen Kalkbänken und gelegentlichen kleinen Wasserfällen gebildeten Bachbett kaum ein Durchkommen. Sie wendet sich bald gegen Südsüdwest und nimmt die Zuflüsse einiger Seitenklingen auf. Im Mündungswinkel zu einer liegt oben auf dem Bergsporn die Ruine der Burg Klingenfels, von der jedoch wenig mehr als zwei Halsgräben noch vorhanden sind, deren größerer 100 m Länge erreicht. Inzwischen folgt schon ein Wanderpfad dem Wasserlauf, bald am Ufer, bald auf oft gelegten und ebenso oft weggeschwemmten Steinen ihn querend, der an seinen Prallhängen Felsabhänge freilegt und unterspült, in seinem Bett Schotterbänke aufschüttet und damit kleine Nebenarme verlegt. Nach 14 km Laufs mündet die Schmerach dann kurz nach ihrem Austritt aus ihrem Taleinschnitt, der zuletzt dem der Bühler fast gegenläufig ist, in der Flussaue am Nordrand von Unterscheffach von rechts und Nordosten in die Bühler.

### Einzugsgebiet
Die Schmerach hat ein Einzugsgebiet von etwa 35,7 km², dessen größerer Teil links ihres Laufes liegt, vor allem wohl wegen der tieferen Erosionsbasis der im Norden kräftig konkurrierenden Jagst. Naturräumlich gesehen entsteht sie in einem nordwestlichen Zipfel des Unterraums Burgberg-Vorhöhen und Speltachbucht der  Schwäbisch-Fränkische Waldberge, aus denen sie, noch auf Ostlauf, bald in den Unterraum Haller Ebene der Hohenloher und Haller Ebene hinaustritt. Ihr Abschnitt in der unteren Schmerachklinge wird zuletzt zum Unterraum Mittleres Kocher- und Unteres Bühlertal der Kocher-Jagst-Ebenen gerechnet.
Die Schmerach liegt zum größten Teil auf dem Gebiet der Gemeinde Ilshofen oder begrenzt es gegen
das der Stadt Crailsheim (am Oberlauf) oder der Gemeinde Wolpertshausen (auf dem längsten Teil der Schmerachklinge).

### Zuflüsse und Seen
Liste der Zuflüsse und  Seen von der Quelle zur Mündung. Gewässerlänge, Seefläche, Einzugsgebiet und Höhe nach den entsprechenden Layern auf der Onlinekarte der LUBW. Andere Quellen für die Angaben sind vermerkt.
- Erlenseegraben, von rechts und Osten auf knapp 430 m ü. NHN westlich von Ilshofen-Saurach, 0,6 km.
- Sauerbach, von rechts und Osten auf etwa 429 m ü. NHN westlich von Saurach, 0,9 km.
- Seebeetgraben, von links und Süden auf etwa 424 m ü. NHN wenig unterhalb von Ilshofen-Ober- wie Unterschmerach, ca. 1,5 km und ca. 1,4 km².
- Tiefenbach, von rechts und Osten auf etwa 422 m ü. NHN nahe der Arena Hohenlohe gegenüber dem Abzweig der L 1040 nach Kirchberg von der L 2218 Crailsheim–Ilshofen, 1,8 km und ca. 1,5 km².
- Brühlbächle, von rechts und Nordosten auf etwa 418 m ü. NHN wenig unterhalb der Schmerachbrücke der K 2605 Großallmerspann–Eckartshausen, 1,9 km und ca. 2,3 km².
  - Nixbrunnenbach, von rechts und Nordwesten zuletzt entlang der Landesstraße auf etwa 423 m ü. NHN am Abgang der Kreisstraße, 0,7 km und ca. 0,4 km².
- Der Rosslaufsee liegt auf 415 m ü. NHN dicht im aufwärtigen Mündungsdreieck des folgenden im Gewann Roßlauf gegenüber von Ilshofen, 1,7 ha.
- Eckartshauser Bach, von links und Südosten auf etwa 413 m ü. NHN oberhalb der Ilshofener Kläranlage, ca. 2,3 km und 2,3 km².
- Dorfbach, von rechts und Nordnordosten aus Ilshofen auf etwa 413 m ü. NHN wenige Schritte weiter, 0,7 km.
- Passiert auf etwa 409 m ü. NHN den Lerchensee am rechten Ufer vor der Talmuldenquerung der K 2668 Oberaspach-Ilshofen, 1,6 ha. Es ist der ehemalige Mühlteich der Lerchenmühle. Dieses Anwesen liegt jenseits der Straße links vom Bach.
- Sommerbach, von links und Südsüdosten gegenüber dem Lerchensee, 1,1 km
  - Kirchwegbach, von rechts und Ostsüdosten
  - Grauwiesenbach, von links und Süden
- (Teichabfluss vom Galgenweg), von rechts und Nordnordosten durch den Lerchensee, 0,8 km.
  - (Quellteich des Teichabflusses), am Galgenweg, 0,2 ha.
- Buchluckenbach, von rechts und Norden auf etwa 400 m ü. NHN wenig unterhalb von Ilshofen-Klingenhof entlang dem Rand des auf die Hochebene auskragenden Waldzipfels Buchlucke, 1,0 km.
- Urtelbach, von rechts und Norden auf etwa 381 m ü. NHN gegenüber dem aufgelassenen Muschelkalkbruch nördlich von Ilshofen-Steinbächle, 1,2 km und 4,9 km². Der außer an der Mündung selbst oft trockene Urtelbach verläuft in der Fortsetzung der Talmulde des selbst 1,8 km langen Hegenbachs, der etwa einen halben Kilometer östlich des Weilers Wolpertshausen-Rudelsdorf in einer Bachschwinde versinkt. Der Urtelbach entsteht südlich von Rudelsdorf und längs der Mulde gerechnet knapp einen Kilometer unterhalb der Schwinde.
- Steinbach, von links und Nordosten auf etwa 347 m ü. NHN etwa 1 km südwestlich von Steinbächle zu Füßen des Sporns der Ruine Klingenfels, 1,9 km und ca. 1,2 km².
- (Klingenbach durch das Eichholz), von rechts und Nordwesten auf etwa 333 m ü. NHN, 0,6 km, davon die erste Hälfte auf der Hochebene anscheinend heute unter einem Feld dräniert, sowie ca. 0,2 km².
- Hohteichbach, von links und Ostnordosten auf etwa 317 m ü. NHN nach Durchlaufen der am Ortsende von Ilshofen-Unteraspach beginnenden Hoheteichklinge etwa 1,5 km westlich des Orts, 5,6 km und 6,1 km².
  - Lindlesbach, von rechts und Nordosten auf etwa 405 m ü. NHN in Unteraspach, 1,9 km.
- Finsterbach, von links auf etwa 303 m ü. NHN wenig aufwärts des Grillplatzes in der Schmerachklinge, ca. 2,2 km und ca. 2,1 km².

## Geologie
Die Schmerach entspringt in einem nordwestlichen Ausläufer der Burgberghöhen, wo Gipskeuper (Grabfeld-Formation) ansteht. Nach dem Waldaustritt liegt ihre Mulde im Lettenkeuper (Erfurt-Formation). Nach ihrer Oberlaufkehre erreicht die Schmerach zwischen dem Zulauf des Eckertshauser Bachs und dem Lerchensee den Oberen Muschelkalk. In diesen tieft sie sich in der Folge zur Schmerachklinge steil ein. Gegenüber dem Talzulauf des Urtelbachs liegt im Laufknick zur unteren Klinge ein nicht mehr betriebener Steinbruch in dieser Schicht mit hoher offener Felswand. Schon etwas vor dem Zulauf des Hohteichbachs liegen immer wieder vom Hang abgerutschte Schollen im Tal. Etwa ab dem Zufluss des letzten bedeutenden Nebenflusses Finsterbach streicht am Unterhang der Mittlere Muschelkalk aus, in dem die Schmerach auch mündet.
Die im Einzugsgebiet überwiegende Oberflächenschicht ist der Lettenkeuper, in dem auch die meisten Zuflüsse oberhalb der Muschelkalkklingen am Eintritt in die Schmerachklinge laufen. Zwischen diesen bestehen die Hügelkappen oft aus Lösssediment aus quartärer Ablagerung.  Vereinzelt gibt es auch außerhalb des Burgbergausläufers winzige Schichtinseln aus Gipskeuper.
Beidseits der Schmerachklinge gibt es, meist an der Ausstrichgrenze des Lettenkeupers zum Oberen Muschelkalks, zahlreiche Dolinen, manche recht großen Durchmessers, andere ordnen sich zu einer Dolinenreihe. In manchen verschwinden Rinnsale. Am auffälligsten von diesen ist die Doline östlich von Rudelsdorf, in welcher der recht beständig wasserführende Hegenbach versinkt.

## Natur und Schutzgebiete
Die obere Schmerach läuft vor ihrem Bogen nach Westen bei Saurach durch einige feuchte Wiesen und Auwaldstücke, die unter Biotopschutz stehen.
Im Bereich und in der Umgebung der Schmerachklinge ist der Obere Muschelkalk stark verkarstet. So fällt die Schmerach im Hochsommer auf dem oberen, unwegsamen Teil der Klinge regelmäßig trocken, ihr Bett selbst bietet dem hier seltenen Besucher dann den einzigen Weg durch die enge Schlucht. Es finden sich in der Umgebung unzählige Erdfälle und ein paar Bachschwinden, eine ist etwa 500 m westlich der Lerchenmühle unfern der südlichen Talschulter im Wald gelegen, dort versickert ein kleiner Bach in einer größeren Einbruchsdoline; in gerader Linie von fast einem Kilometer nach Westen folgt ab hier dem Lauf der Schlucht eine Reihe teils verfüllter, teils offener Dolinen, deren Felswände sich dunkel im Abgrund verlieren. Die Dolinen sind oft als Geotope und zum Teil auch als Naturdenkmale ausgewiesen.
Die Schmerachklinge und der Umkreis des Lerchensees kurz zuvor sind Teil des Landschaftsschutzgebietes Bühlertal zwischen Vellberg und Geislingen mit Nebentälern und angrenzenden Gebieten.

## Freizeit
Der untere Abschnitt der Schmerachklinge, trockenen Fußes auf einem guten Forstweg erreichbar, wird sommers oft von Besuchern aufgesucht; ein Parkplatz an der Talmündung bietet die gern genutzte Gelegenheit, in wenigen Schritten einen Grillplatz auf einer sonnigen Wiese am Ufer aufzusuchen, wo es die Kinder zum dort flach und breit über Steingeröll fließenden Bach zieht.

### LUBW
Amtliche Online-Gewässerkarte mit passendem Ausschnitt und den hier benutzten Layern: Lauf und Einzugsgebiet der Schmerach

Allgemeiner Einstieg ohne Voreinstellungen und Layer: Daten- und Kartendienst der Landesanstalt für Umwelt Baden-Württemberg (LUBW) (Hinweise)
1. 1 2  Höhe nach dem Höhenlinienbild auf dem Hintergrundlayer Topographische Karte.
2. ↑  Höhe nach grauer Beschriftung auf dem Hintergrundlayer Topographische Karte.
3. 1 2  Länge nach dem Layer Gewässernetz (AWGN).
4. ↑  Einzugsgebiet aufsummiert aus den Teileinzugsgebieten nach dem Layer Basiseinzugsgebiet (AWGN).
5. ↑  Seefläche nach dem Layer Stehende Gewässer.
6. ↑  Einzugsgebiet nach dem Layer Basiseinzugsgebiet (AWGN).
7. ↑  Geotope, meist Dolinen, nach dem einschlägigen Layer. Im Gelände, vor allem im Wald, findet man noch viele mehr als dort ausgewiesen.
8. ↑  Schutzgebiete nach den einschlägigen Layern, Natur teilweise nach dem Layer Biotop.

## Andere
1. ↑  Modellierte Werte nach Abfluss-BW Gewässerknoten MQ/MNQ
2. ↑  Albrecht Greule: Deutsches Gewässernamenbuch. Walter de Gruyter, Berlin / Boston 2014, ISBN 978-3-11-057891-1, S. 475, „Schmer-“ (Auszug in der Google-Buchsuche).
3. ↑  Wolf-Dieter Sick: Geographische Landesaufnahme: Die naturräumlichen Einheiten auf Blatt 162 Rothenburg o. d. Tauber. Bundesanstalt für Landeskunde, Bad Godesberg 1962. → Online-Karte (PDF; 4,7 MB)
4. ↑  Geologie nach den Layern zu Geologische Karte 1:50.000 auf: Mapserver des Landesamtes für Geologie, Rohstoffe und Bergbau (LGRB) (Hinweise)